# Медведка (Восточно-Казахстанская область)
Медве́дка (каз. Медведка) — село в Шемонаихинском районе Восточно-Казахстанской области Казахстана, входит в состав Разинского сельского округа. Код КАТО — 636849400.

## География
Село расположено на северо-западе Шемонаихинского района, между двух рек: Медведиха 1-я и Медведиха 2-я, в 9 километрах к востоку от административного центра сельского округа села Красная Шемонаиха, в 9 километрах к северо-востоку от районного центра города Шемонаиха. Ближайшая железнодорожная станция Шемонаиха — расположена в 14 километрах к юго-западу от села (по дороге — 21,2 км). Соседние населённые пункты: Белый Камень в 6 километрах к западу, Берёзовка в 10 километрах к юго-востоку. Транспортное сообщение осуществляется автомобильной дорогой KF SH-10 «Подъезд к селу Медведка» (7,5 км). Высота центра населённого пункта — 392 метров над уровнем моря.

## Население
| Численность населения | Численность населения | Численность населения | Численность населения |
| 1989                  | 1999                  | 2009                  | 2021                  |
| --------------------- | --------------------- | --------------------- | --------------------- |
| 537                   | ↗559                  | ↘500                  | ↘309                  |

Процентное соотношение численно-преобладающих национальностей согласно переписи 1989 года:
| Национальность | Процентное соотношение |
| -------------- | ---------------------- |
| Русские        | 61 %                   |
| Немцы          | 31 %                   |
| Другие         | 8 %                    |